# 179-я резервная танковая дивизия (вермахт)
179-я резервная танковая дивизия (нем. 179. Reserve-Panzer-Division) — танковая дивизия вермахта во Второй мировой войне. Создана в Веймаре (9-й корпусной округ) 5 апреля 1943-го как 179-я танковая, 30-го июля переименована в резервную. Командир — Вальтер фон Болтенштерн. 1-го мая 1944-го дивизия была присоединена к 16-й моторизованной дивизии, после чего та стала называться 116-й танковой.

## Организация
- 1-й резервный танковый батальон
- 81-й резервный моторизованный полк
- 29-й резервный моторизованный полк
- 29-й резервный артиллерийский батальон
- 1-й резервный разведывательный батальон
- 9-й резервный батальон САУ